# Roman Kłosowski
Roman Kłosowski (sinh ngày 14 tháng 2 năm 1929 - mất ngày 11 tháng 6 năm 2018) là một diễn viên người Ba Lan. Ông cũng là đạo diễn sân khấu cho Nhà hát Powszechny ở Łódź (1976-1981).
Năm 1953, Roman Kłosowski tốt nghiệp Học viện Nghệ thuật Sân khấu Quốc gia Aleksander Zelwerowicz (PWST) ở Warsaw.
Bộ phim đầu tiên có sự góp mặt của Roman Kłosowski là Celuloza (1953) của đạo diễn Jerzy Kawalerowicz. Sau đó, ông được khán giả biết đến qua các bộ phim như Hydrozagadka (1970), Czy jest tu panna na wydaniu (1976), Atrakcyjny pozna panią (2004), hay phim Jeszcze nie wieczór (2008).
Ngày 13 tháng 2 năm 2013, Roman Kłosowski được Bộ Văn hóa và Di sản Quốc gia (Ba Lan) trao tặng Huy chương bạc Huy chương Công trạng về văn hóa - Gloria Artis vì những cống hiến nổi bật đối với văn hóa và nghệ thuật.

## Thành tích nghệ thuật
- Celuloza (1953)
- Człowiek na torze (1956)
- Cień (1956)
- Eroica (1957)
- Ewa chce spać (1958)
- Baza ludzi umarłych (1958)
- Pętla aka The Noose (1958)
- Giuseppe w Warszawie (1964)
- Pierwszy dzień wolności (1964)
- Three Steps on Earth (1965)
- Hydrozagadka (1970)
- Czterej pancerni i pies (1970)
- Czterdziestolatek (phim truyền hình, 1974–1976)
- Czy jest tu panna na wydaniu (1976)
- Wielka majówka (1981)
- Big Bang (1986)
- Sonata marymoncka (1987)
- Koniec sezonu na lody (1987)
- I Love, You Love (1989)
- Kramarz (1990)
- Dzień wielkiej ryby (1996)
- Świat według Kiepskich (2000)
- Rób swoje ryzyko jest twoje (2002)
- Stacyjka (TV, 2003-2004)
- Atrakcyjny pozna panią (2004)
- Niania (2005–2006)
- Jeszcze nie wieczór (2008)
- Ojciec Mateusz (2009)